# 北条宣時
北条 宣時（ほうじょう のぶとき）は、鎌倉時代中期の武将。北条氏の一門。鎌倉幕府連署。大仏 宣時（おさらぎ のぶとき）とも称される。

## 略歴
父は大仏流北条氏の祖である北条朝直。初めは時忠（ときただ、通称は武蔵五郎）と名乗っていたが、文永2年（1265年）6月11日に引付衆になった段階では宣時に改名していたという。
建治元年（1277年）引付頭人になる。弘安10年（1287年）に執権北条貞時の連署を務める。その後、陸奥守、遠江守などを兼任。正安3年（1301年）に出家。元亨3年（1323年）6月30日に死去。享年86。
『徒然草』第215段に現れる、若き日の宣時が最明寺入道（北条時頼）の邸宅に招かれ、小土器に残っていた味噌を肴に酌をかわしたというエピソードは、当時の鎌倉武士の質素な生活を伝えるものとしてよく知られている。
和歌にも優れており、『続拾遺和歌集』『新後撰和歌集』『玉葉和歌集』『続後拾遺和歌集』『風雅和歌集』『新千載和歌集』『新拾遺和歌集』『柳風和歌抄』『続現葉和歌集』などの歌集に入首している。
細川重男は弘安8年（1285年）の霜月騒動の背後に宣時の影響があり、平頼綱と結託して反安達勢力を煽動し、安達泰盛誅伐に関与していたとする説を唱えている。